# Patrik Mišák
Patrik Mišák (Trencsén, 1991. március 29. –) szlovák válogatott labdarúgó, jelenleg az Wieczysta Kraków játékosa.

## Pályafutása

### Klubcsapatban
Mišák az AS Trenčín akadémiáján nevelkedett, felnőtt csapatban 2011-ben mutatkozott be az akkoriban cseh másodosztályú Bohemians Praha 1905 színeiben. 2012 és 2013 között kölcsönben a szlovákiai Vágújhely csapatának játékosa volt, majd kölcsönszerződése lejártával szerződtette őt nevelőegyesülete, a szlovák élvonalbeli AS Trenčín csapata, melynek színeiben a 2014–2015-ös szezonban szlovák bajnoki címet és kupagyőzelmet ünnepelhetett. A szezon után szerződtette őt a cseh elsőosztályú Baník Ostrava csapata, melynek színeiben két szezon alatt huszonkét mérkőzésen egy gólt szerzett. Mišák 2016 óta a lengyel élvonalbeli LKS Nieciecza labdarúgója, 2018 februárja óta pedig kölcsönben a magyar élvonalbeli Mezőkövesd csapatának játékosa.

### Válogatott
2017 januárjában Ján Kozák szövetségi kapitány meghívta az Abu-Dzabiban felkészülési mérkőzéseket játszó szlovák válogatott keretébe. Az első mérkőzésen Uganda ellen (1–3-as vereség) nem lépett pályára. A január 12-ei Svédország ellen 6–0 arányban elveszített mérkőzésen mutatkozott be a válogatott színeiben, a második félidőben csereként lépett pályára.

## Mérkőzései a szlovák válogatottban
| #  | Dátum            | Ellenfél   | Eredmény | Kiírás              | Esemény |
| -- | ---------------- | ---------- | -------- | ------------------- | ------- |
| 1. | 2017. január 12. | Svédország | 0 – 6    | barátságos mérkőzés | 46'     |

## Sikerei, díjai
FK AS Trenčín
- Szlovák bajnok (1): 2014–15
- Szlovák kupagyőztes (1): 2014–15